# 朗德洛
朗德洛（法語：Landeleau，法語發音：[lɑ̃dlo]）是法国菲尼斯泰尔省的一个市镇，位于该省东部偏南，属于沙托兰区。

## 地理
朗德洛（48°13'38"N, 3°43'46"W）面积30.41 平方千米，位于法国布列塔尼大區菲尼斯泰尔省，该省份为法国最西部的省份，位于布列塔尼半岛西部，北西南三面环大西洋，东临阿摩尔滨海省和莫尔比昂省。
与朗德洛接壤的市镇（或旧市镇、城区）包括：科洛雷克、克莱当波埃尔、凯尔格洛夫、普洛内韦迪福、普卢耶、斯佩泽特。

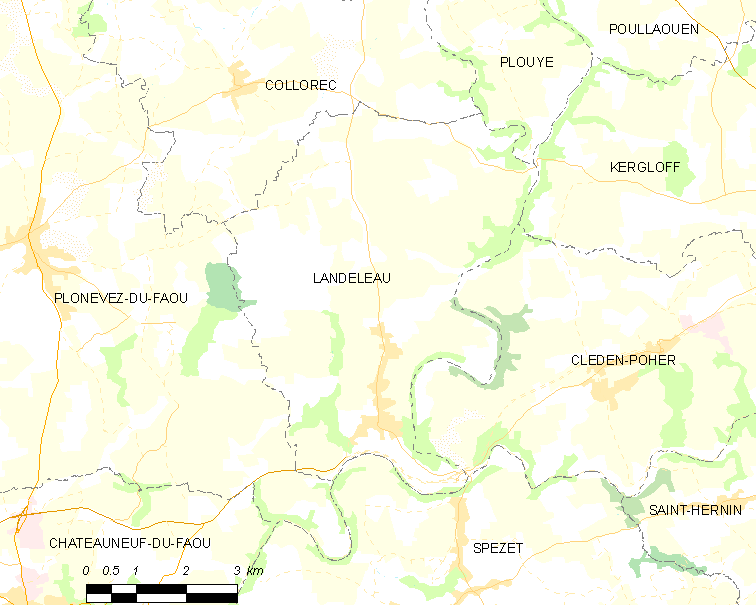
朗德洛的OSM定位图

朗德洛的时区为UTC+01:00、UTC+02:00（夏令时）。

## 行政
朗德洛的邮政编码为29530，INSEE市镇编码为29102。

## 政治
朗德洛所属的省级选区为卡赖普卢盖尔县。

## 人口

1962-2008年间朗德洛人口变化图示

朗德洛于2022年1月1日时的人口数量为982人。